# Impol
Impol d.o.o. je proizvodno in storitveno podjetje v Slovenski Bistrici. Ukvarja se s predelavo in proizvodnjo izdelkov iz aluminija (cevi, profili, pločevina) ter zaposluje okoli 1500 ljudi. Spada med 10 največjih izvoznikov v Sloveniji. Prisotno je na 50 trgih, poslovno pa največji delež predstavljajo Nemčija, Italija in ZDA. Je del skupine Impol, ki v regiji med drugim obsega še podjetji v Srbiji in na Hrvaškem.

## Dejavnost in izdelki
Primarni del Impolove dejavnosti predstavlja predelovanje aluminija v polizdelke. Med izpostavljenimi proizvodi so:
- odkovki
- profili
- folije
- pločevina
- rondele
- ohišja baterij za električne avtomobile
- trakovi
- barvani izdelki